# Русский базар
«Русский Базар / Russian Bazaar» — русскоязычная газета, издающаяся в Нью-Йорке (США) с 1996 года. Издатель — Наталия Шапиро.
Основные темы: политические и общественные новости Америки, Израиля, России, Германии, Грузии и других стран мира; советы специалистов; спортивная и культурная тематика; литературные публикации; юмор и т. д.
Рубрики: В мире, Америка, Нью-Йорк, транспортный эксперт, советы специалистов, дела житейские, литературная гостиная, досуг, опрос.
Среди авторов: Анатолий Алексин, Нина Аловерт, Георгий Вайнер, Элеонора Мандалян, Михаил Соболев, Евгений Новицкий, Сергей Баймухаметов, Владимир Головин, Сергей Дебрер, Ефим Клейнер, Елена Клепикова, Надежда Кожевникова, Белла Езерская, Маргарита Шкляревская и другие.
Редакционная коллегия — главный редактор Наталия Шапиро, заместитель гл. редактора — Михаил Соболев, в состав редколлегии также входят: Виталий Коротич, Шалва Шали, Леонид Амстиславский, Роман Василевский, Нина Аловерт, Юрий Колесников, Ефим Клейнер, Владимир Головин, Маргарита Шкляревская, Сергей Баймухаметов, Михаил Беломлинский.